# Otiophora pauciflora
Otiophora pauciflora är en måreväxtart som beskrevs av John Gilbert Baker. Otiophora pauciflora ingår i släktet Otiophora och familjen måreväxter.

## Underarter
Arten delas in i följande underarter:
- O. p. burttii
- O. p. pauciflora